# Ma'ama Vaipulu
Pour les articles homonymes, voir Maama Vaipulu (homonymie).
Pas d'image ? Cliquez ici

a Compétitions nationales et continentales officielles uniquement.

b Matchs officiels uniquement.
Dernière mise à jour le 21 août 2023.
Ma'ama Vaipulu, né le 21 juillet 1989 à Kawakawa (Nouvelle-Zélande), est un joueur de rugby à XV international tongien évoluant aux postes de troisième ligne centre ou troisième ligne aile. Il mesure 1,90 m pour 112 kg.

## Carrière

### En club
Maama Vaipulu commence sa carrière professionnelle en Nouvelle-Zélande avec la province des Counties Manukau en NPC en 2012.
En 2015, il retenu avec les Chiefs pour disputer le Super Rugby.
En 2016, il rejoint le Castres olympique dans le Top 14 pour un contrat de deux saisons. En novembre 2017, il prolonge son contrat avec l'équipe tarnaise pour deux saisons supplémentaires, portant son engagement jusqu'en 2020. En 2018, Vaipulu inscrit un essai en demi-finale du Top 14 contre le Racing 92, puis soulève le bouclier de Brennus une semaine plus tard après une victoire en finale contre Montpellier.
En 2021, il demande à être libéré de son contrat avec Castres pour des raisons personnelles, et rentre vivre en Nouvelle-Zélande où il devient maçon,.
En février 2022 Vaipulu reprend sa carrière de joueur, rejoignant l'Union Bordeaux Bègles en tant que joker médical de Cyril Cazeaux, et retrouve son ancien entraîneur à Castres Christophe Urios. Il joue trois matchs lors de la saison. En juillet 2022, alors qu'il est prévu qu'il reste à l'UBB pour une saison de plus, il décide une nouvelle fois de rentrer en Nouvelle-Zélande pour ses raisons familiales,.
En août 2023, après plus d'un sans jouer, il reprend sa carrière en NPC avec son ancienne province des Counties Manukau, qu'il avait représenté pour la dernière fois en 2015.

### En équipe nationale
Maama Vaipulu obtient sa première cape internationale avec l'équipe des Tonga le 18 novembre 2017 à l’occasion d’un match contre l'équipe du Japon,.
En 2019, il est retenu dans le groupe tongien pour disputer la Coupe du monde au Japon. Il dispute quatre matchs dans cette compétition, contre l'Angleterre, l'Argentine, la France et les États-Unis.

## Palmarès

### En club
- Vainqueur du Championnat de France en 2018 avec le Castres olympique.

### En équipe nationale
- 13 sélections avec les Tonga depuis 2017.
- 0 point.

- Participation à la Coupe du monde en 2019 (4 matchs).